# Zòpir (metge)
Zòpir (grec antic: Ζώπυρος, llatí: Zopyrus) va ser un metge grec nadiu de Gordium (Frígia) o de Gortina (Creta), i amic d'Escriboni Llarg. Era probablement el metge que introdueix Plutarc a la seva Συμποσιακά (Symposiaca) com un dels interlocutors, de qui diu que pertanyia a l'escola epicúria de filosofia.